# Super Punch-Out!! (videogioco 1985)
Super Punch-Out!! (スーパーパンチアウト!!?) è un videogioco arcade pubblicato nel 1984, sequel di Punch-Out!!. Venne convertito nel 1985, con il titolo Frank Bruno's Boxing, anche per Commodore 64, ZX Spectrum, Commodore 16, DOS e Amstrad CPC. Ha avuto un remake sulla piattaforma NES.

## Modalità di gioco
Il gameplay rimane pressoché invariato rispetto a Punch-Out!!: lo schermo comprende nella parte superiore il tabellone dei punteggi, mentre nella parte inferiore l'incontro. Come nel precedente episodio lo scopo del gioco è mettere l'avversario KO (nel caso lo si atterri tre volte, TKO), e per difendersi dagli attacchi è presente un pulsante aggiuntivo che permette di schivare un colpo abbassandosi (ducking) oltre che spostandosi a destra e sinistra.

## Personaggi
- Bear Hugger
- Dragon Chan
- Vodka Drunkenski
- Great Tiger
- Super Macho Man

## Conversioni
Per alcuni home computer del tempo venne sviluppata una versione alternativa da parte della Elite Systems e solamente per il mercato europeo, dal nome Frank Bruno's Boxing, chiaramente in onore del pugile britannico Frank Bruno; tale gioco venne sviluppato e pubblicato per Commodore 64, ZX Spectrum, Amstrad CPC, Amstrad PCW, DOS e Commodore 16.
Il gioco vede come protagonista Frank Bruno rappresentato di schiena, e riprende da Super Punch-Out!! lo stesso umorismo ancor più fortemente basato su stereotipi razziali facilmente riconoscibili: nell'ordine si affrontano il taglialegna nordamericano Canadian Crusher (clone di Bear Hugger), l'artista marziale asiatico Fling Long Chop (clone di Dragon Chan), il russo Andra Puncharedov (clone di Vodka Drukenski), l'indigeno africano Tribal Trouble (porta un osso al naso, tradizione presente tra alcuni nativi dell'Oceania), l'effeminato francese Frenchie France, lo sleale italiano Ravioli Mafiosi, l'australiano aborigeno Antipodean Andy e il campione Peter Perfect, un WASP statunitense con una prominente mascella squadrata. Su Commodore 16 gli 8 avversari sono ridotti a 3.